# Halodule
Genre
Classification APG II (2003)
Halodule  est un genre d'herbes marines monocotylédones de la famille des Cymodoceaceae formant des Herbiers marins,  qui comprend 2 à 8 espèces selon les sources.
Le nom générique Halodule dérive du grec « hals  » (latin « halos ») (sel) et « dulo » (esclave), pour qualifier une plante qui vit exclusivement en eau salée.

## Caractéristiques générales
Ce sont des plantes marines herbacées, vivaces, appartenant à la famille des Cymodoceaceae, dont les caractères distinctifs sont les suivants :
- Feuilles en forme de ruban, portant une gaine à leur base, une ligule à la jonction de la gaine et du limbe,
- Présence de nombreuses cellules à tanin sur les feuilles,
- Tige ne portant pas de feuilles à chaque nœud du rhizome et dotée de racines ramifiées,
- Feuilles plates portant 7 à 17 nervures.

## Liste d'espèces
La liste des espèces acceptées dans ce genre est controversée, en effet :

Selon ITIS :
- Halodule bermudensis den Hartog, 1964
- Halodule ciliata (den Hartog) den Hartog, 1964
- Halodule emarginata den Hartog, 1970
- Halodule pinifolia (Miki) den Hartog, 1964
- Halodule uninervis (Forsk.) Boiss., 1882

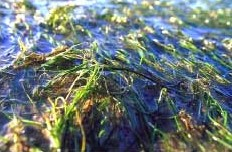
Halodule sp. - Photo US-EPA

- Halodule wrightii Asch., 1868

Selon AlgaeBase :
- Halodule beaudettei (den Hartog) den Hartog, 1964
- Halodule bermudensis den Hartog
- Halodule ciliata (den Hartog) den Hartog
- Halodule pinifolia (Miki) den Hartog : non vérifié
- Halodule uninervis (Forsk.) Aschers.
- Halodule wrightii Aschers.

Selon WoRMS
- Halodule beaudettei (den Hartog) den Hartog
- Halodule bermudensis den Hartog
- Halodule ciliata (den Hartog) den Hartog
- Halodule uninervis (Forsk.) Aschers.
- Halodule wrightii Aschers.

## Synonymie
Certaines Halodule était anciennement nommées Diplanthera Thou., 1811 ; du latin « diplo  » (double) et « anther  »  (anthère), plante dont la fleur mâle présente deux anthères soudées.
La synonymie des espèces est la suivante :
- Halodule ciliata
  - Diplanthera ciliata Hartog, 1960
- Halodule emarginata
  - Halodule lilianeae Hartog, 1972
- Halodule pinifolia
  - Diplanthera pinifolia Miki, 1932
- Halodule uninervis
  - Cymodocea australis (Miq.) Trimen, 1885
  - Diplanthera indica Steud., 1840
  - Diplanthera madagascariensis Steud., 1840
  - Diplanthera tridentata Steinh., 1838
  - Diplanthera uninervis (Forssk.) F.N.Williams, 1904
  - Halodule australis Miq., 1856
  - Halodule tridentata (Steinh.) Endl. ex Unger, 1843
  - Phucagrostis tridentata Ehrenb. & Hempr. ex Boiss., 1882
  - Zostera tridentata Solms, 1867
  - Zostera uninervis Forssk., 1775
- Halodule wrightii
  - Diplanthera beaudettei Hartog, 1960
  - Diplanthera dawsonii Hartog, 1960
  - Diplanthera wrightii (Asch.) Asch., 1897
  - Halodule beaudettei (Hartog) Hartog, 1964
  - Halodule brasiliensis Lipkin, 1980

## Distribution
Ce genre est largement répandu dans l'océan Indien jusque dans la zone sud-ouest de l'océan Pacifique, ainsi que dans le golfe du Mexique.
Plus précisément :
- Halodule pinifolia est répandue de l'ouest de l'océan Pacifique tropical ; de Taïwan et sud du Japon, au Queensland (Australie),
- Halodule uninervis est largement distribuée en zone Indo-Pacifique, c'est-à-dire des côtes est-africaines aux Philippines et au Queensland (Australie),
- Halodule wrightii : a été récoltée dans l'ouest de l'océan Atlantique tropical et sur les côtes atlantiques d'Afrique.